# مركز القطان الثقافي في غزة
مركز القطان الثقافي في غزة هو مركز ثقافي يقع في قطاع غزة ويعد من منشئات مؤسسة عبد المحسن قطان والتي تهدف إلى توفير مساحات للتشارك والتلاقي المعرفي وتعزيز التفاعل والحوار مع أفراد المجتمع وبينهم. تأسس المركز الثقافي في غزة عام 2000، وافتتح أبوابه عام 2005 على أرض مساحتها تبلغ 3 آلاف متر مربع، وتتضمن مكتبة تحتوي على أكثر من 100 ألف مادة مكتبية. أُنشئ المركز تعويضًا عن انعدام الفرص والحوافز المفتوحة للأطفال واليافعين واليافعات، وعليه يسعى المركز إلى تغذية فضول الأطفال، وتوسيع مداركهم، وتسهيل وصولهم إلى ثقافات خارجية. تم تدمير المركز خلال الحرب الفلسطينية الإسرائيلية 2023 بشكل كامل.

## المكتبة
تحتوي مكتبة مركز القطان الثقافي على أكثر من 100 ألف مادة مكتبية، والذي يجعلها واحدة من أكبر مكتبات الأطفال والأكثر تطوّراً في العالم العربي، و تقدّم مكتبة المركز مجموعة متنوّعة من المعلومات، إضافة إلى الأنشطة اليومية والدورات والبرامج النوعية والمتنوعة. تعزّز المكتبة تقدير الأدب والفنون والعلوم والتكنولوجيا من خلال البرامج المتخصصة يتم تقديمها بأساليب تناسب الأطفال مما يخلق رغبة عند الأطفال للاستكشاف والتعرف و البحث عبر تكوين فضاءات تجريبية يشارك فيها الأطفال والأهالي أيضًا. إضافةً إلى ذلك، ترسخ المكتبة شعور الانتماء إلى الهويّة الثقافية العربية، وتعزيز شعور الأطفال بالملكية والانتماء إلى المركز من خلال الفعاليات والمبادرات مجتمعية.

## خدمات المركز
يقدم المركز مجموعة من الخدمات والفعاليات الثقافية والفنية كمعارض الفنون البصرية، وحفلات إطلاق الكتب والعروض الموسيقية، إضافة إلى عرض مسرحيات، وعرض أفكار ومشاريع ثقافية وفنية متنوعة، والتي تتميز بكونها مساحات مفتوحة بشكل دائم وجاهزة لاستقبال واحتواء مجموعة متنوعة من المبدعين والجمهور العام.
يفتح المركز أبوابه للأطفال وعائلاتهم، والفنانين والأكاديميين، وشركائهم من مختلف الحقول الثقافية لاستكشاف فضاءاته والاستفادة منه بما يناسب تطلعاتهم الفنية والثقافية والتربوية، وتمتدّ خدمات المركز خارج أروقته من خلال وحدة الخدمة الممتدة التي تتضمن المناطق الأكثر تهميشاً في قطاع غزة عبر مشروع "مناطق صديقة للطفل"، ومشروع "المكتبة المتنقلة"، ومشاريع أخرى تستهدف الأطفال والأهالي في المؤسسات المحلية والمدارس الابتدائية والإعدادية ورياض الأطفال من خلال شراكات محلية. إضافةً إلى ذلك يقدم المركز أنشطة مشتركة للأهالي والأطفال دون عُمر السادسة لتعزيز الروابط بين الأطفال وأهاليهم، ويستقبل المركز أيضًا رياض الأطفال والمدارس والمؤسسات ويقدم خدمات للمهنيين والعاملين مع الأطفال.